# A Little Vicious
A Little Vicious ist ein US-amerikanischer Dokumentarfilm aus dem Jahr 1991.

## Handlung
Der Hund Bandit hat unter seinen Vorfahren American Pit Bull Terrier. Als er einen aggressiven Nachbarn und danach auch noch sein Herrchen beißt, soll er eingeschläfert werden. Die Philosophin und Hundetrainerin Vicki Hearne nimmt sich des Hundes an. Innerhalb der vom Gericht zugestandenen Frist von 90 Tagen beweist sie, dass auch alte Hunde umerzogen werden können.

## Auszeichnungen
1992 wurde der Film in der Kategorie Bester Dokumentar-Kurzfilm für den Oscar nominiert.

## Hintergrund
Der Film hatte am 22. Mai 1991 in New York seine Premiere.
Sprecher des Films war der Schauspieler Kevin Bacon.